# Sankt Olofs dominikankonvent, Åbo

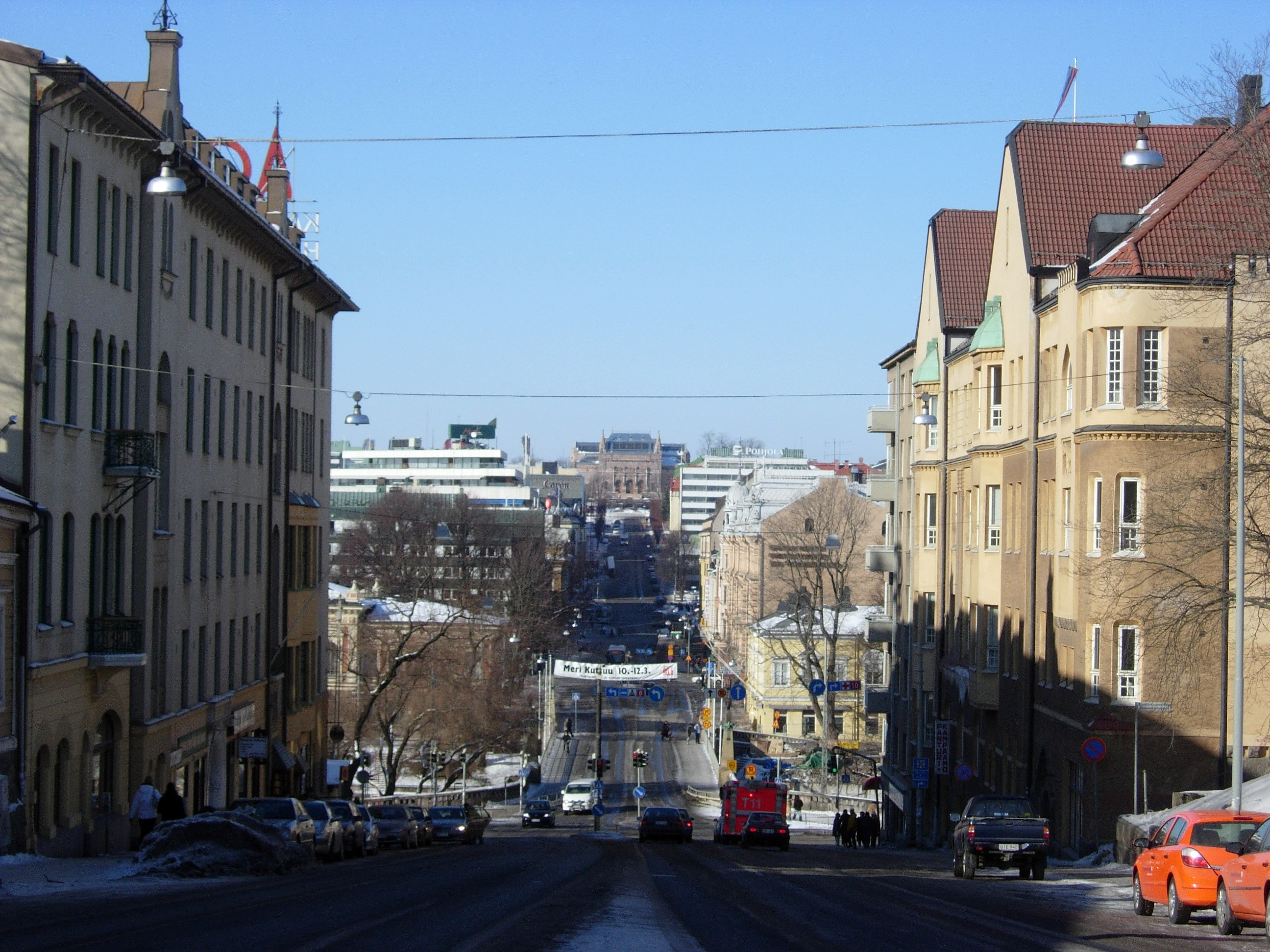
Utsikt från Kaskisbacken mot Aurabron. Konventet låg i denna sluttning och på båda sidorna om den nuvarande gatan. Konventets kyrka fanns på höger sida av gatan, refektoriet och korsgången och kyrkogården låg till vänster.

Sankt Olofs dominikankonvent tillhörde det Dominikanska brödraskapet och fanns i Åbo under medeltiden. Konventet låg under och bredvid nuvarande Kaskisgatan i Kaskisbacken ovanför Aurabron.

## Konventets historia
Konventet grundades i Åbo år 1249, men det är osäkert om det redan då låg i Kaskisbacken. En teori är att konventet först låg i Korois men senare flyttade i samband med att Åbo domkyrka började byggas. Skyddshelgonet S:t Olof omnämns först 1430. Efter en förödande brand år 1429 började man troligen betona vördandet av S:t Olof. Byggandet av en stenkyrka blev aktuellt senast efter en förödande brand  1429 eller 1430. År 1537 förstörde en eldsvåda stora delar av komplexet och i kombination med reformationen upphörde dominikanernas verksamhet i Finland. Redan på 1540-talet börajde stadsborna ta material från de raserade byggnaderna till sina hus och kung Gustav Vasa beordrade att byggnadsmaterial skulle forslas till Kastelholms slott och till underhållet av Åbo slott. Tydligen konfiskerades kronan allt annat av värde som liturgiska kläder och föremål, trots att detta inte nämns i konfiskationslängderna.  
Ruiner av byggnader som tillhör klostret har hittats på båda sidor av gatan och under den. 

### Utbildning
I samband med klostret fanns en klosterskola. Vid sidan av katedralskolan var det den enda skolan som gav högre utbildning i den östra rikshalvan. De fortsatta studierna skedde därför utomlands. I början av 1300-talet studerade magister Henrik och dominus Oliver i Paris. Den senare kallad ”Elaus från Reso”, som valdes till stiftets första domprost 1340. Flera som senare gått i klosterskolan och studerat vidare i Frankrike blev biskopar Henrik Hartmansson, Bero Gregoriusson Balk och Johannes Rötger eller Johannes Westfal. Konstnären och rådmannen Conradus Pictors son Conradus Conradi fungerade under 1340-talet som lärare i Paris universitet. samtidigt studerade där Åbo borgmästarens son Rötgerus Hermanni och  Ramboldus Lenepä, som tillhörde en köpmannasläkt från Åbo.
När den sista katolska biskopen Martin Skytte, som själv var dominikan, sände Mikale Agricola på studier utomlands skedde det enligt gammal tradition. Men nu gick studieresan till Wittenberg och till professor Martin Luthers föreläsningar. Martin Skytte hyste stor sympati för Luthers undervisning.
När konventet upplöstes sökte en del av munkarna lutherska prästtjänster. Kyrkoherden i Tövsala Michael Michaelis (Carpela) var den sista av de forna dominikanbröderna. Hans son Matts Michaelis, efterträdde fadern och dog 1592.

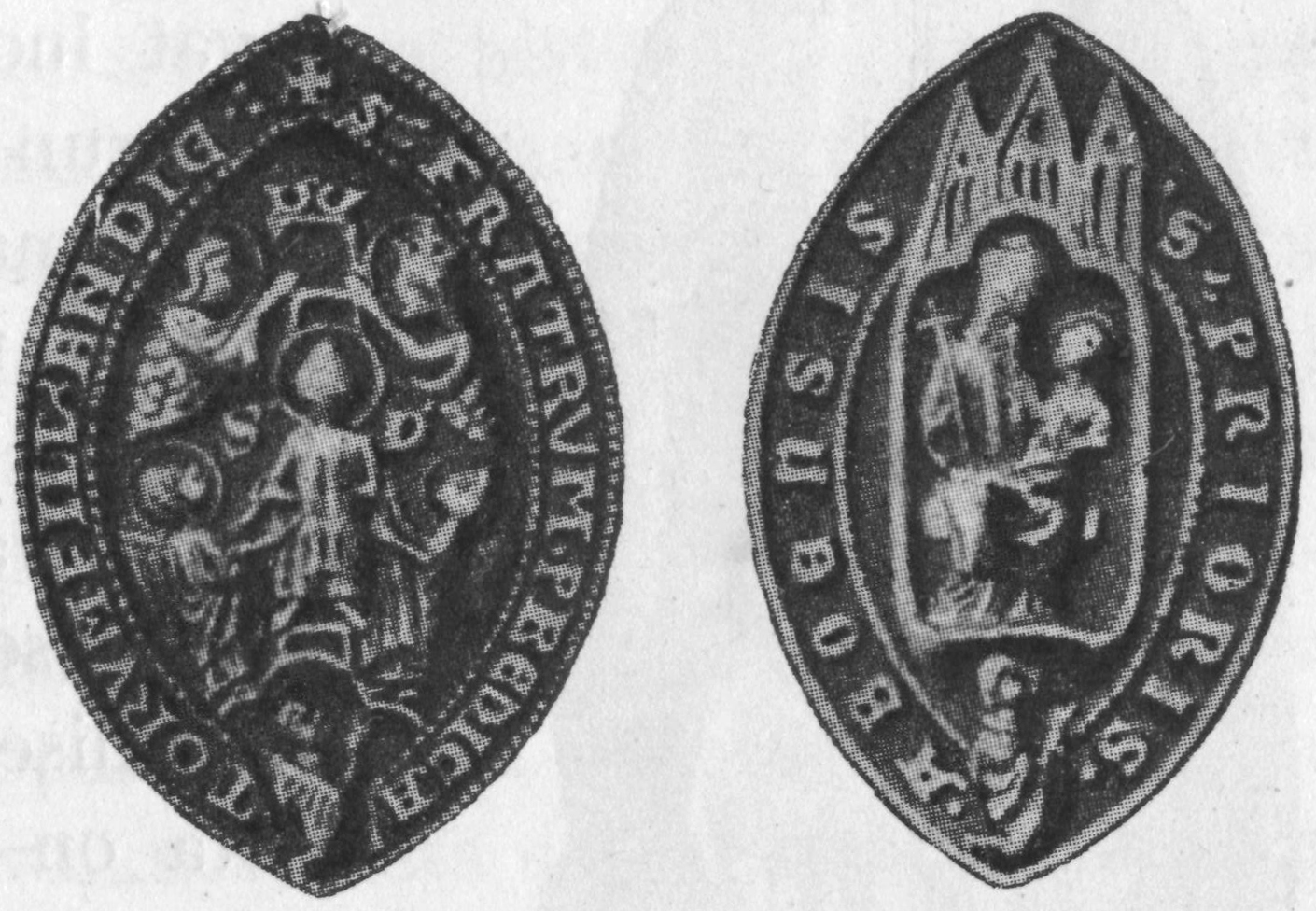
Dominikankonventets sigill i Åbo

### Kulturella kontakter
Dominikanerna reste mycket och höll kontakt med kloster i olika länder. På det sättet kom Åbo att ha livliga kulturkontakter kring hela Europa. Konventet i Åbo var mycket uppskattat och därför kom också två av munkarna Petrus och Johannes att representera Norden i kurian i Avignon 1333-1346.

## Arkeologiska utgrävningar
Flera arkeologiska utgrävningar har gjorts i klostret. Den senaste gjordes 1969 i samband med gatuarbeten. Då kunde Lasse Laaksonen göra en rekonstruktion av hela komplexet. En översikt av det arkeolgiska läget har publicerats år 2013.

### Klosterområdet
Dominikanernas klosterområden kan grovt indelas i tre huvudfunktioner den andliga, den hushålls-ekonomiska och bostadsdelen. Men detta skall inte ses som skarpa gränser eftersom t.ex. måltiden ansågs vara andlig kom matsalen att vara ett mellanting. Den viktigaste byggnaden var kyrkan som skulle placeras så att befolkningen lätt hade tillträde till den. Från kyrkan utgick sedan korsgången som ingärdade en innergård. Korsgången i Åbo förefaller inte att ha varit öppen mot innergården, vilket var brukligt i varmare klimat. Innergården i Åbo kom närmast att utformas som en triangel på grund av de lokala förhållandena.
I Åbo byggdes konvents klosterområde i söder strax utanför staden i den lilla dalen mellan Sampalinna och Vårdberget, i dag i det som heter Kaskisbacken c 100 meter från Aura ås strand. I norr avgränsades den medeltida staden av domkyrkan. Klostret band samman med staden av Klosternedergatan och Klosterövergatan som utgick från Stortorget. Ännu början av 1800-talet fanns många synliga rester av koneventets fastigheter. Men senast efter den nya stadsplanen som gjordes efter Åbo brand försvann de synliga resterna av klostret.
Konventet ägde mark vid Hallisforsen och delar i kvarnen. På en av de åkrar som kronan arrenderade ut efter reformationen fanns också en smedja. Totalt verkar det som om konventet utanför klosterområdet ägde 15 ängar och 11 strandmagasin.

#### Klosterkyrkan
Dominikanernas ideal att bygga kyrkan nära folket förverkligades också i Åbo där kyrkan låg i norr av klosterområdet. Så att befolkningen genast kom till kyrkan från gatorna som ledde från Stortorget. Så fredades också de lokaler och platser som var avsedda enbart för munkarna. I kyrkan fanns separata områden för munkarna och folket. Kyrkan i Åbo förverkligades som ett tvåskeppigt långhus med två mittpelare.
Vid utgrävningarna har man hittat fragment av sandsten, marmordekorationer och murbruk med dekorationsmålningar i rött, svart och grönt.
På klosterområdet fanns ett kapell helgat år S:ta Anna. Detta kapell var antingen en sidobyggnad till kyrkan eller ett helt separat kapell. Kapellet omnämns i ett avlatsbrev från år 1437. Den som bidrog till upprätthållandet av altaret fick 100 dagars avlat.

## Dominikanernas inflytande i dagens Finland
Inflytandet från dominikanerna märks ännu i Finlands kyrkoliv, trots att deras verksamhet upphörde i och med reformationen. Den första mässboken Missale Aboense (1488) utgår från den dominikanska liturgin.
Veritas pensionsförsäkringsbolag har sitt kontor i Kaskisbacken. I samband med sitt 100-årsjubileum avtäcktes skulptören Kimmo Ojaniemis skulptur Dominikaner i Åbo framför dess huvudkontoret i Olofsparken.